# 安大略403號省道
安大略403號省道（英語：Ontario Highway 403），正式名稱為國王403號公路（King's Highway 403），是加拿大安大略省一條東西向400系列高速公路，連接位於該省西南部的胡士托及大多倫多地區的密西沙加，在東西兩端皆與401號公路交匯，而在荷頓區内約長22（14英里）的路段則與伊利沙伯皇后道共構。此公路首期路段於1963年獲編為403號公路，但待連接布蘭特福德和安卡斯特的路段於1997年8月15日開通後才告全線正式完工。
此公路於咸美頓市内的路段又稱徹多克高速公路（Chedoke Expressway）。

## 走線

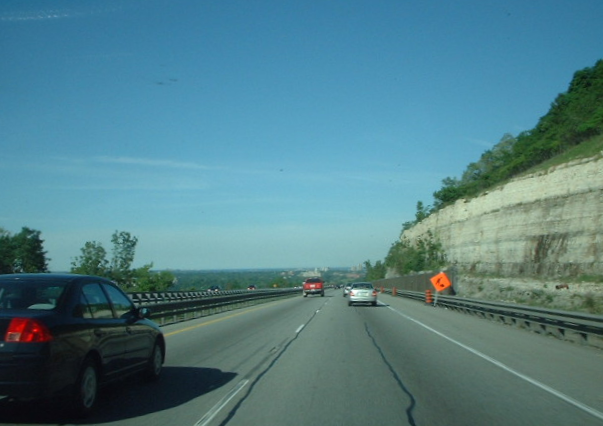
403號公路在咸美頓市沿著尼亞加拉懸崖的邊緣下山

### 胡士托－布靈頓段
403號公路西端在胡士托市外圍與401號公路交匯：403號公路東行線從401號公路東行線分支而成，而403號公路西行線則匯入401號公路西行線。公路其後往東延，在巴里以南與24號公路南段交匯，此後與24號公路共構並跨越格蘭河進入布蘭特福市。24號公路在該市西北部的喬治王道出口脫離403號公路，兩者的共構路段遂告結束。
公路進入咸美頓市後從南部掠過安卡斯特鎮，其後與6號公路南段交匯，此後與6號公路共構並與林肯·亞歷山大園林公路交匯。公路隨後沿著尼亞加拉懸崖的邊緣下山，在懸崖底部與徹多克溪（Chedoke Creek）平行。公路在此處呈南北走向，並穿越分隔咸美頓港和庫提斯灣（Cootes Paradise）的地峽。6號公路在咸美頓港北岸脫離403號公路並往西北延至貴湖，而403號公路則往東北延至布靈頓，並在該市西部與407號公路和伊利沙伯皇后道（QEW）交匯。

### 奧克維爾－密西沙加段
403號公路此後約長22.6（14.0英里）的路段與QEW共構，直至奧克維爾東部近福特汽車工廠一帶為止。403號公路在此處脫離QEW，並往西北沿密西沙加市西界伸延5（3.1英里）再與407號公路交匯。403號公路此後往東北伸延並橫跨密西沙加市中部；此路段來回方向的快線劃為共乘車輛專線（HOV lane）。
公路跨越克萊迪特河（Credit River）後駛經密西沙加市中心北部，與曉倫大略街（Hurontario Street，前屬10號公路）交匯後在哥富拿道（Cawthra Road）改往西北伸延，並擴濶至來回十線行車至401號和410號公路交匯處為止。

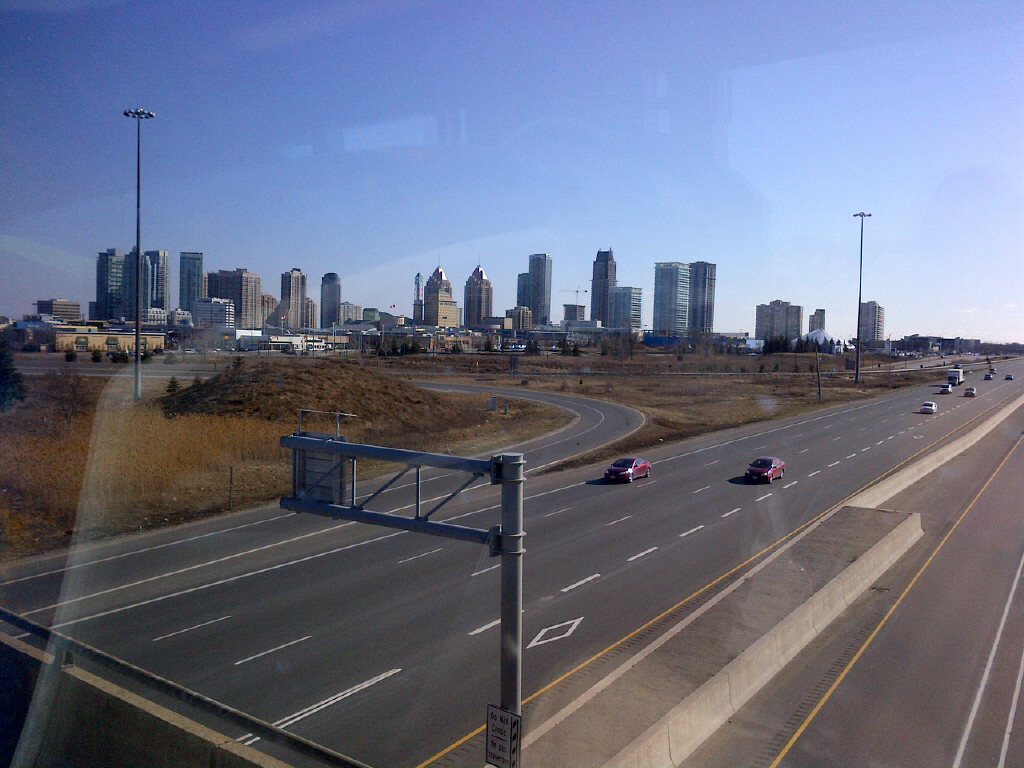
從403號公路觀望密西沙加市中心

## 歷史

### 背景
連接倫敦和咸美頓的道路一向是安大略省的重要運輸走廊之一。美國獨立戰爭後，為了鞏固英國在上加拿大的控制權以及安置從美國遷居至此的保皇派人士，上加拿大總督閃高（John Graves Simcoe）下令興建一條連接安大略湖西端（即庫提斯灣）和倫敦的道路，到1794年已開通至泰晤士河。此道路後來成為安大略省2號和5號公路一部分（省道資格後來被取消）。
連接多倫多和咸美頓的中間道（Middle Road）於1939年6月開通，來回行車線之間設有中央分隔帶，並與沿途其他道路立體交匯，是北美首條城際高速公路。安省公路廳計劃將倫敦和咸美頓之間的一段2號公路改建成與中間道相若的高速道路；胡士托以東的一段改建完畢，但隨著第二次世界大戰展開，餘下路段的工程亦告擱置。

### 早期工程
隨著韓戰結束，安省公路工程亦重新上馬，而嶄新器材的應用亦足以抵消戰亂所造成的延誤。401號公路為省府首要公路項目，倫敦至咸美頓高速公路項目退為其次。然而，兩者介乎倫敦和胡士托的路段實際上是重疊的，而該路段亦於1957年5月31日開通。另外，當局早於1954年已就胡士托和咸美頓之間的路段展開規劃程序，到1958年已進行得如火如荼。介乎伊利沙伯皇后道（QEW）和朗活士道（Longwoods Road），長9.0（5.6英里）的403號公路路段於1963年12月1日率先開通，而延至鴨巴甸大道（Aberdeen Avenue）的3.7（2.3英里）路段則於1965年7月9日通車。
從鴨巴甸大道經尼亞加拉懸崖邊緣往安卡斯特與2號公路交匯的路段於1969年落成，原定於同年8月22日舉行剪綵儀式。然而，沿線居民不滿公路旁沒有裝設圍欄以防兒童誤闖公路，省府因此在公路旁加設臨時護欄，並將剪綵儀式押後至同月27日舉行。居民仍不滿此安排並繼續抗議，剪綵儀式亦告取消。公路廳長在翌周與居民會面並達成協議，在永久性護欄完工前當局將派員24小時在公路旁守候，以保兒童安全。該路段終在同年9月3日在沒有任何慶祝活動的情況下通車，而403號公路咸美頓段亦告完成。
另一方面，從北面繞過布蘭特福德市，長10.3（6.4英里）的路段則於1966年10月31日開通，但此布蘭特福德繞道在往後20多年並未與403號公路其他路段連貫起來。

### 密西沙加段

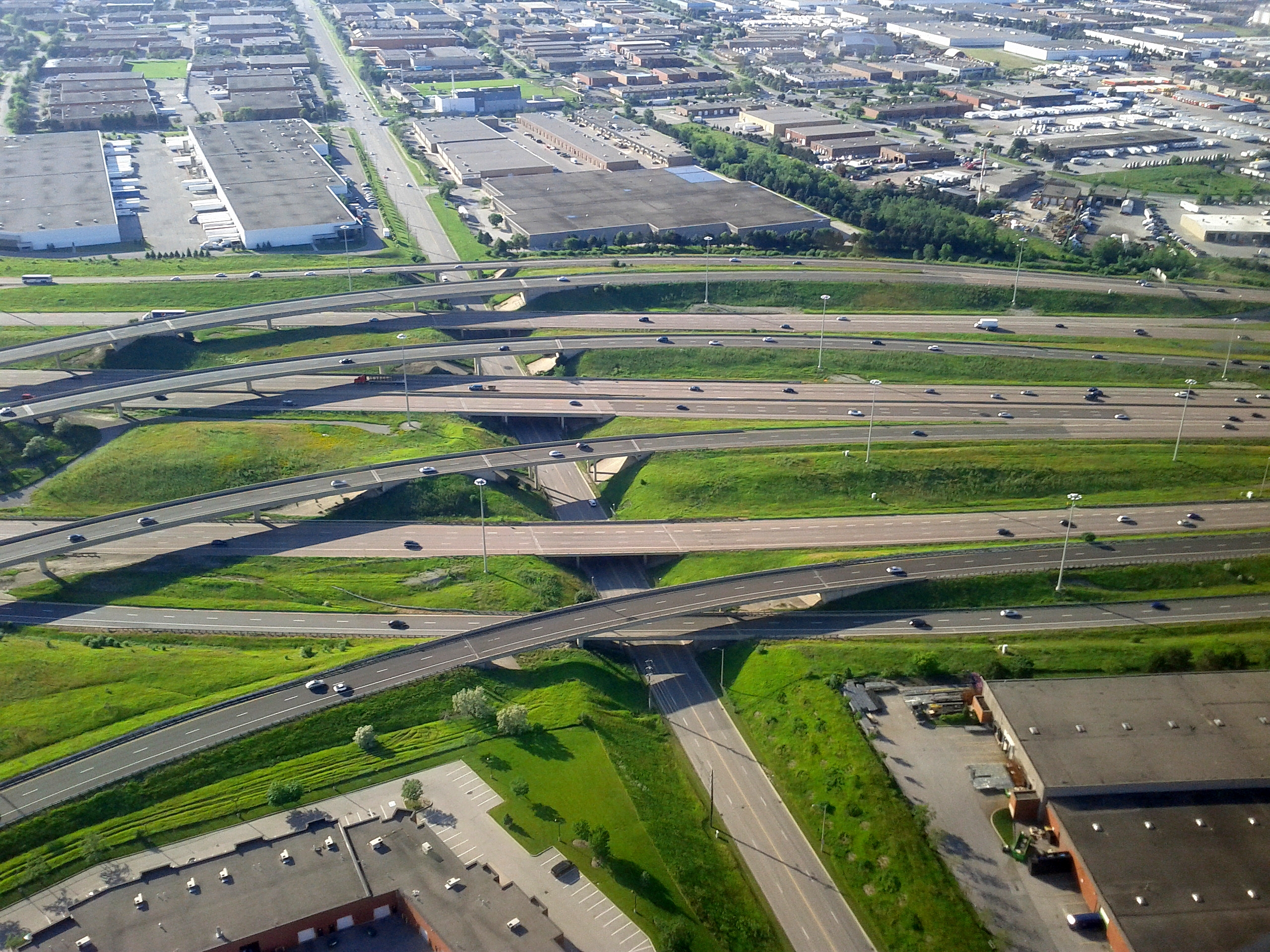
403號公路東端在密西沙加與401號公路交匯

403號公路密西沙加段的規劃工序於1950年代展開。計劃中的403號公路在皮爾縣（即今皮爾區）和大多倫多市的界線駁上大多市政府擬建的列治圍高速公路（Richview Expressway），並在此與401號和427號公路交匯。省府並於1962年在安省水電公司從布靈頓伸延至怡陶碧谷溪的電線通道旁預留空間，待日後興建公路。安省公路廳再於1965年5月25日公佈《多倫多地區西部公路規劃研究》，計劃將403號公路從布靈頓往東北伸延至401號和27號公路的交匯處。
然而，往後年間多倫多市民反對在市内興建高速公路的呼聲漸高，列治圍高速公路項目因而取消，而403號公路密西沙加段的東端亦因此往西遷移，在密西沙加東北部與401號公路和擬建的410號公路交匯；該段401號公路因此需從來回6線行車擴濶至12線行車。公路西端則改為於皮爾區和荷頓區的界線與QEW交匯，以舒緩QEW密西沙加段的交通流量。省府將修改後的項目計劃交予密西沙加市議會，並於1977年12月獲密市議會通過，工程隨之展開。
403號公路密西沙加段在1980年代初分階段通車。介乎401號公路和哥富拿道的路段於1980年8月18日率先開通，而介乎QEW和登打士街的路段則於1981年中通車，再於同年11月17日延至愛蓮妙斯園林路（Erin Mills Parkway）。介乎愛蓮妙斯園林路和哥富拿道的路段需透過兩條橋樑跨越克萊迪特河谷，因此工程需時更長，待1982年12月2日才開通。403號公路密西沙加段全長22（14英里），耗資8700萬元興建。
安省運輸廳同期開始研究改建介乎聯福徑（Renforth Drive）和403號公路的一段401號公路，以及介乎401號公路和10號公路（現曉倫大略街）的一段403號公路，將上述路段的行車線以護欄分流為短途線和長途線（collector-express system）。工程從1982年末至1985年夏季進行；固有從403號公路通往401號公路東行線的匝道成為短途線交通專用，而當局則於交匯處之内加建兩條天橋供長途線交通來往兩條公路。
原有預留給403號公路，介乎哥富拿道和怡陶碧谷溪的空間最終改建成市級的東門園林路（Eastgate Parkway）。項目規劃工序於1982年展開，1988年至1994年間施工。首期介乎哥富拿道和狄斯道（Dixie Road）的路段於1991年初開通，而介乎狄斯道和艾靈頓大道的路段則於1994年末通車。
當局從1991年秋季起擴濶410號公路的同時，亦改建401號、403號和410號公路的交匯處。來往403號和410號公路的匝道耗資730萬元興建，於1992年11月2日通車。

### 填補缺口

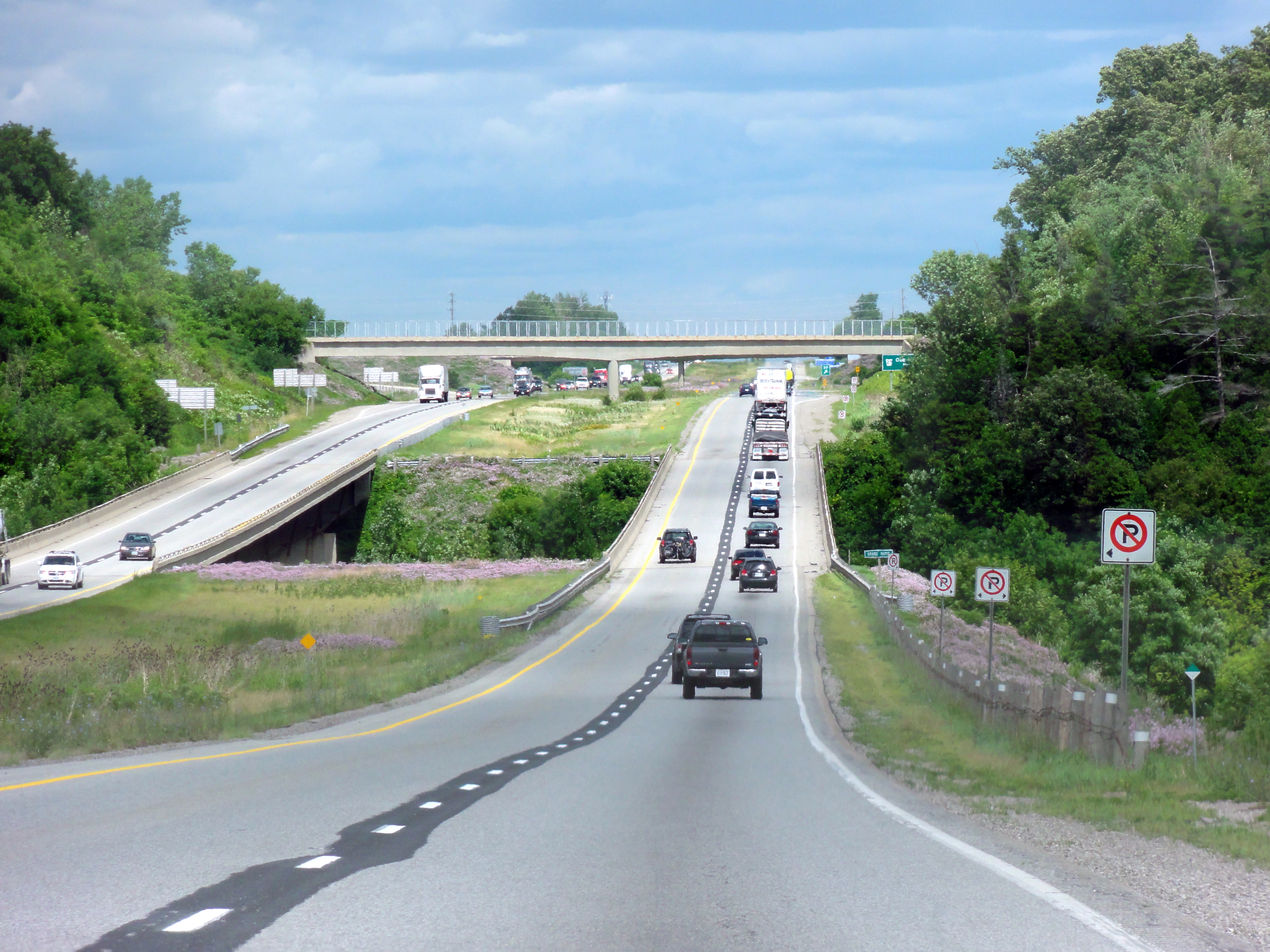
403號公路在布蘭特福德市西北角跨越格蘭河

403號公路介乎安卡斯特和胡士托的路段分三階段興建：當局從1975年起率先將布蘭特福德繞道稍往西延，其後於1988年開通布蘭特福德至胡士托的路段，再於1997年開通安卡斯特至布蘭特福德的路段。
省府於1975年開始將布蘭特福德繞道從2號公路往西伸延至24號公路南段，工程包括興建跨越格蘭河的來回行車線橋樑，於1978年初完成。當局之後從1982年春季起將403號公路從24號公路往西延至401號公路，當中包括在布蘭特縣25號縣道和53號公路興建交匯處。介乎24號公路和25號縣道的路段於1984年11月開通，而介乎25號縣道和53號公路的路段則於翌年通車。介乎53號和401號公路的路段於1985年末動工，而連接403號公路西行線到401號公路的天橋則於1987年動工。403號公路介乎布蘭特福德和胡士托之間的路段於1988年9月26日正式啓用。
省政府於1987年3月24日宣佈403號公路介乎布蘭特福德和安卡斯特之間的路段於1989年動工，但工程實際到1990年夏季才展開。項目包括在花園大道（Garden Avenue）、52號公路和2號公路設置交匯處。該路段於1997年8月15日通車；而隨著省政府其後進行削支計劃，與403號公路平行但不屬高速公路資格的2號公路亦被取消省道資格，並下放予地方政府管理。

### 近期工程
現有407號公路介乎布靈頓和密西沙加的路段本預留作403號公路的走線。然而，有見省府財務欠佳，時任省長李博於1995年宣佈更改計劃，將該走線撥歸收費的407號公路，並將403號公路密西沙加段改編為410號公路的一部分，從而除去403號公路僅餘的缺口。403號公路密西沙加段實際上一直保留該編號，而省府則於2002年將布靈頓至奧克維爾之間的一段QEW同時編為403號公路，該公路自此從密西沙加至胡士托全線貫通。
省府於2003年將403號公路介乎愛蓮妙斯園林路和美維斯道（Mavis Road）之間的右側路肩擴濶，以容許GO運輸和密西沙加公車局巴士行駛。省府又從2004年夏季起在403號公路介乎407號公路和401/410號公路之間路段的來回方向各添一條共乘車輛專線（HOV lane），並於2005年12月13日啓用。
現時401號/403號/410號公路的交匯處不設匝道供403號公路東行交通前往401號公路西行線，或供401號公路東行交通前往403號公路西行線。隨著省府於2010年代將該段401號公路擴濶至來回12線並分流為短途線和長途線，省府亦將同時加設匝道供上述交通流行駛。

## 外部連結
- 403號公路走線（谷歌地圖）